# آنتونیو کارلوس ارتگا
آنتونیو کارلوس ارتگا (اسپانیایی: Antonio Carlos Ortega‎؛ زادهٔ ۱۱ ژوئیهٔ ۱۹۷۱) بازیکن هندبال اهل اسپانیا بود.
از باشگاه‌هایی که در آن بازی کرده‌است می‌توان به باشگاه هندبال بارسلونا اشاره کرد.